# Granite County
Granite County är ett administrativt område i delstaten Montana, USA. År 2010 hade countyt  3 079 invånare. Den administrativa huvudorten (county seat) är Philipsburg. 

## Geografi
Enligt United States Census Bureau så har countyt en total area på 4 488 km². 4 472 km² av den arean är land och 16 km² är vatten. 

### Angränsande countyn
- Missoula County, Montana - nord
- Powell County, Montana - öst
- Deer Lodge County, Montana - syd
- Ravalli County, Montana  - väst